# Hans Cattini
Hans Cattini, född 24 januari 1914 i Grono, död 3 april 1987 i Lausanne, var en schweizisk ishockeyspelare.
Cattini blev olympisk bronsmedaljör i ishockey vid vinterspelen 1948 i Sankt Moritz.